# روبرت دوير

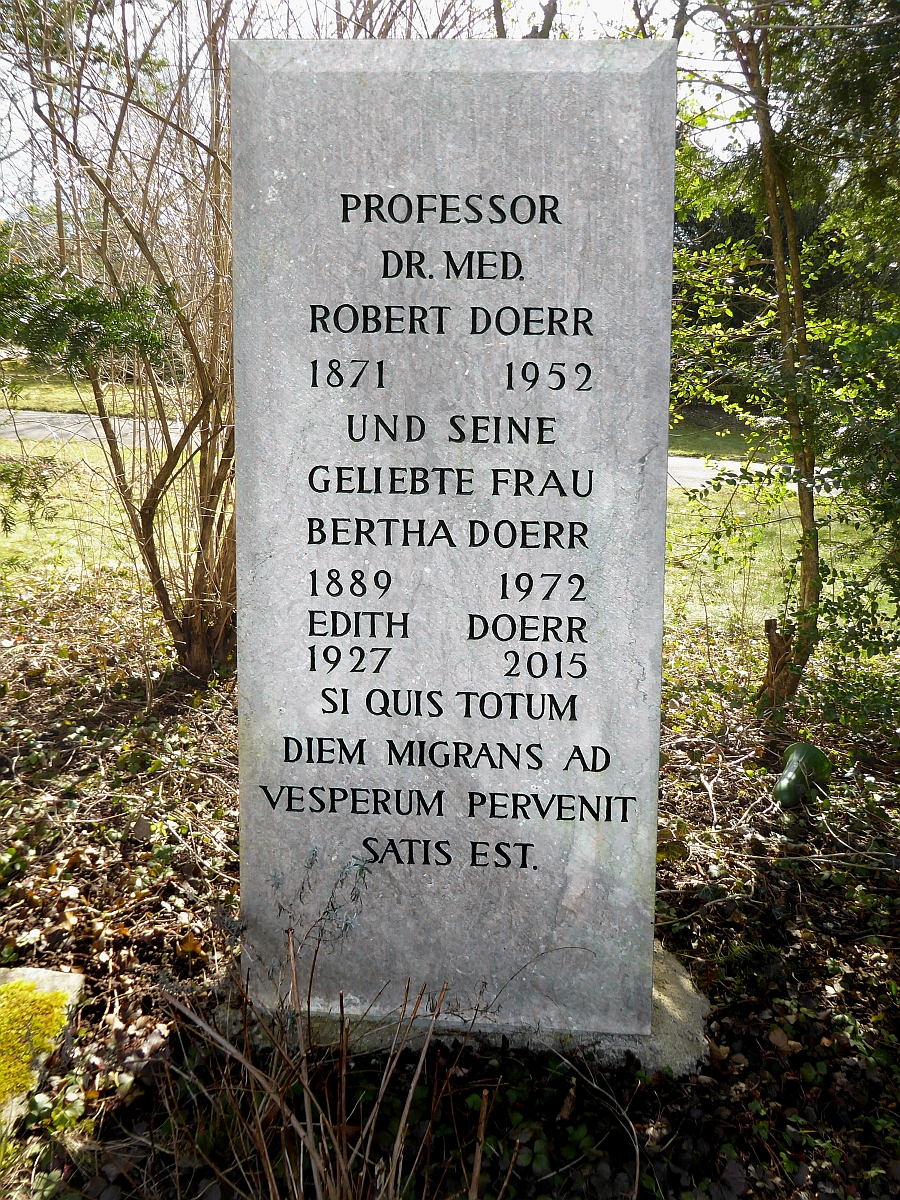
روبرت دور (1871–1952)، طبيب وبروفيسور في علم الأمراض والميكروبيولوجيا وعلم المناعة، مؤلف العديد من المنشورات العلمية. مدفون في مقبرة هورنلي، ريهن، كانت بازل-شتات.

روبرت دوير (ولد في 1 نوفمبر 1871 في تياتشيف Tiachiv - توفي في 6 يناير 1952 في بازل) كان عالم فيزياء سويسري من أصل نمساوية مجرية.

## حياته
ولد روبرت دوير في 1 نوفمبر 1871 في تياتشيف، إبناً لـ موريتز دوير من فيينا وأمه مينا ولد دوجاردين. بدأ دوير دراسة الطب (Medical education) في فيينا، حيث أنهى خدمته في 1897 مع شهادة الدكتوراة، وكنتيجة لذلك عمل روبرت دوير كمسؤول طبي (Sanitätsoffizier) في منطقة البوسنة، حالياً كضابط طبيب (Oberstabsarzt).

## التكريمات والجوائز
- في 1932، إعترفت به الأكاديمية الألمانية للعلوم ليوبولدينا.
- في 1933، نال روبرت دوير جائزة مارسيل بينواست.

## مؤلفاته الأدبية
- Wilhelm Katner:Wilhelm Katner (1959), "Doerr, Robert", Neue Deutsche Biographie (NDB) (بالألمانية), Berlin: Duncker & Humblot, vol. 4, pp. 36–37{{استشهاد}}:  صيانة الاستشهاد: postscript (link) صيانة الاستشهاد: ref duplicates default (link)

 (full text online)
- Doerr, Robert بالألمانية وبالفرنسية وبالإيطالية من قاموس سويسرا التاريخي على الإنترنت.
- Martin Stuber, Sabine Kraut: Der Marcel Benoist-Preis 1920-1995, 1995

## روابط خارجية
- نصوص عن روبرت دوير في فهرس مكتبة ألمانيا الوطنية